# Списък на ректорите на УНСС
Това е списък на ректорите на Университета за национално и световно стопанство от създаването на висшето училище през 1920 г. до днес.
| №                                                           | Портрет | Име (Роден-Починал)                               | Встъпил в длъжност                | Напуснал длъжност           | Бележки | Заместник-ректори |
| ----------------------------------------------------------- | ------- | ------------------------------------------------- | --------------------------------- | --------------------------- | --- | --- |
| Ректори на Университета за национално и световно стопанство |         |                                                   |                                   |                             | | |
| 1                                                           |         | Стефан Бобчев (1853 – 1940)                       | 21 май 1920                       | 12 април 1938               | Основател и първи ректор на Свободния университет за политически и стонаски науки. | проф. Петър Богаевски |
| 2                                                           |         | Димитър Добрев (1888 – 1961)                      | 1 септември 1940                  | 24 септември 1948           | Ректор на Държавното висше училище за финансови и административни науки. | |
| 3                                                           |         | Димитър Димитров (1912 -1973)                     | 1948                              | 1952                        | и.д. декан на Факултет за стопански и социални науки при Софийския университет. | доц. Тодор Поляков доц. Кирил Григоров |
| 4                                                           |         | Тодор Ненов (1898 – ?)                            | 1952                              | 1957                        | Първи ректор на Висшия икономически институт „Карл Маркс“. | доц. Тодор Поляков доц. Нако Дойнов проф. Димитър Димитров |
| 5                                                           |         | Жак Натан (28 октомври 1902 – 3 март 1974)        | 1957                              | 1962                        | Съосновател на съюза на учените в България (1944); Подпредседател на Комитета за наука, изкуство и култура (1949 – 1952); Академик на Българската академия на науките | доц. Александър Попов доц. Петър Арсов проф. Пенчо Радковски доц. Веселин Хаджиниколов проф. Иван Илиев |
| 6                                                           |         | Ангел Чаушев (26 декември 1921 – 8 февруари 2014) | 1962                              | 1966                        | Mинистър на труда и социалните грижи в правителството на Станко Тодоров | проф. Димитър Димитров доц. Петър Аврамов доц. Стефан Цанков |
| 7                                                           |         | Кирил Григоров (1909 – 1981)                      | 1966                              | 1972                        | | проф. Нешо Царевски проф. Стефан Цанков проф. Димитър Димитров доц. Никола Великов доц. Димитър Й. Димитров доц. Здравко Златанов |
| 8                                                           |         | Давид Давидов (1925 – 1994)                       | 1972                              | 1975                        | | проф. Никола Наумов проф. Иван Йорданов проф. Крум Александров проф. Лалю Радулов |
| 9                                                           |         | Иван Илиев (24 януари 1925 – 17 октомври 2017 )   | 1975                              | 1978                        | В периода 1973 – 1975 г. е заместник-председател на Министерския съвет | проф. Лалю Радулов доц. Иванка Добрева проф. Григор Ваклиев проф. Трифон Георгиев проф. Димитър Димитров |
| 10                                                          |         | Григор Ваклиев (27 март 1926 г.– 2005)            | 1978                              | 1979                        | Министър на вътрешната търговия и услугите | проф. Трифон Георгиев проф. Лалю Радулов доц. Иванка Добрева проф. Димитър Димитров |
| 11                                                          |         | Михаил Савов (1928 – 2015)                        | 1979                              | 1980                        | | проф. Атанас Танов проф. Данаил Данаилов проф. Тома Барбов доц. Иван Бонев |
| 12                                                          |         | Данаил Данаилов (1935)                            | 1980                              | 1987                        | | проф. Атанас Танов проф. Крум Александров проф. Тома Барбов проф. Стоядин Савов доц. Здравко Обретенов |
| 13                                                          |         | Стоядин Савов (1931 – 2010)                       | 1987                              | 1989                        | | проф. Камен Миркович проф. Стоян Айков проф. Методи Христов проф. Сава Савов доц. Васил Манов доц. Йосиф Илиев |
| 14                                                          |         | Михаил Динев (15 декември 1935-2022 )             | 1989                              | 1990                        | | проф. Иван Грозев проф. Сава Савов проф. Иван Душанов |
| 15                                                          |         | Лалю Радулов (1929 - 2023)                        | 1990                              | 1993                        | Първи ректор след преобразуването на ВИИ „Карл Маркс“ в Университет за национално и световно стопанство | проф. Георги Данов доц. Димитър Стойков доц. Димитър Доганов |
| 16                                                          |         | Камен Миркович (1939 – 2021)                      | 1993                              | 2003                        | | доц. Игор Дамянов доц. Борислав Борисов доц. Йордан Близнаков |
| 17                                                          |         | Борислав Борисов (12 септември 1949 – 2022)       | 2003                              | 2011                        | Учен – икономист и политик (социалист). Съветник на президента Георги Първанов | (мадат 2003 – 2007) Зам.-ректори: доц. д-р Стати Статев доц. д-р Пламен Орешарски доц. д-р Йордан Близнаков |
| 18                                                          |         | Стати Статев (19 юни 1955)                        | 19 декември 2011                  | 18 декември 2019            | Член на Управителния съвет на Българската народна банка (16 юни 2010 – 16 юни 2016) | (мандат 2015 – 2019) доц. д-р Миланка Славова доц. д-р Стела Ралева проф. д-р Валентин Гоев |
| 19                                                          |         | Димитър Димитров (1963 г.)                        | 19 декември 2019 19 декември 2023 | 18 декември 2023 до момента | Ръководител на катедра „Национална и регионална сигурност” (от 2007), член на факултетния съвет и член на Академичния Съвет на УНСС (от 2007). Член на Комисията по етика на УНСС (от януари 2012 до декември 2015), член на Комисията на УНСС по количествените изисквания (от декември 2014 г.). Декан на факултет „Икономика на инфраструктурата“ на УНСС (ноември 2015 – ноември 2019) | (мандат 2019 – 2023) проф. д-р Мирослава Раковска проф. д-р Диана Копева доц. д-р Михаил Мусов проф. д-р Цветана Стоянова доц. д-р Росен Кирилов проф. д-р Матилда Александрова (мандат 2023 – наст.) проф. д-р Матилда Александрова доц. д-р Мария Воденичарова доц. д-р Янко Христозов проф. д-р Цветана Стоянова |